# Cnaphalocrocis limbalis
Cnaphalocrocis limbalis is een vlinder uit de familie van de grasmotten (Crambidae), uit de onderfamilie van de Spilomelinae. De wetenschappelijke naam van deze soort is voor het eerst voorgesteld als Marasmia limbalis door Alfred Ernest Wileman in een publicatie uit 1911.
De soort komt voor in Japan.